# Караваєв Григорій Микитович
Григорій Микитович Караваєв (1905, Російська імперія — ?) — радянський партійний діяч, завідувач відділу ЦК КП(б)У, завідувач Центрального архіву матеріалів про кадри ЦК КП(б)У.

## Біографія
Член ВКП(б) з 1927 року.
У 1935—1943 роках — інструктор, завідувач сектору відділу кадрів, у 1943—1945 роках — заступник завідувач відділу кадрів ЦК КП(б) України.
У березні 1945 — листопаді 1948 року — завідувач відділу обліку кадрів Управління кадрів ЦК КП(б) України.
У лютому 1949 — 1954 року — завідувач Центрального архіву матеріалів про кадри ЦК КП(б)У.
У вересні 1954—1965 роках — заступник завідувача відділу партійних органів ЦК КПУ. У 1965—1969 роках — заступник завідувача відділу організаційно-партійної робот ЦК КПУ.
З 1969 року — на пенсії.
Подальша доля невідома.

## Нагороди
- орден Трудового Червоного Прапора (23.01.1948)
- орден «Знак Пошани» (26.02.1958)
- медалі
- Почесна грамота Президії Верховної Ради Української РСР (.11.1965)